# Paul Tsongas
Paul Efthemios Tsongas (Lowell (Massachusetts), 14 februari 1941 - aldaar, 18 januari 1997) was een Amerikaans politicus van de Democratische Partij.
Hij was senator voor Massachusetts van 1979 tot 1985 en daarvoor afgevaardigde voor Massachusetts 5e district. In 1984 maakte hij bekend geen nieuwe termijn in de senaat te zoeken nadat bij hem non-hodgkinlymfoom was geconstateerd en hij werd opgevolgd door John Kerry. In 1992 had hij zijn ziekte overwonnen en was hij kandidaat voor het presidentschap, tijdens de Democratische voorverkiezing nam hij het op tegen toenmalig gouverneur van Arkansas Bill Clinton en oud-gouverneur van Californië Jerry Brown.
De voorverkiezing en de presidentsverkiezingen van 1992 werden gewonnen door Bill Clinton die zittend president George H.W. Bush versloeg. Tsongas verliet de politiek kort daarna voor een tweede keer, na dat opnieuw non-hodgkinlymfoom bij hem werd geconstateerd. Tsongas overleed op 18 januari 1997 op 55-jarige leeftijd, twee dagen voor het einde van het presidentstermijn waar hij in 1992 voor had gestreden. Zijn weduwe Niki Tsongas is sinds 2007 afgevaardigde voor Massachusetts 5e district, het district dat Tsongas zelf van 1975 tot 1979 had vertegenwoordigd.
- Gemeinsame Normdatei: 134263235
- International Standard Name Identifier: 0000 0000 1976 0625
- Library of Congress Control Number: n78020984
- National Archives and Records Administration: 10580949
- Nationale Bibliotheek van Israël: 987007342155705171
- Nederlandse Thesaurus van Auteursnamen: 133860213
- SNAC: w6cd1r70
- Système universitaire de documentation: 079023657
- Biographical Directory of the United States Congress: T000393
- Virtual International Authority File: 65219759
- WorldCat: E39PBJhhwjtc4gRbjr69PxtR8C